# Okinawayusurika yakygeheus
Okinawayusurika yakygeheus är en tvåvingeart som beskrevs av Sasa och Suzuki 2000. Okinawayusurika yakygeheus ingår i släktet Okinawayusurika och familjen fjädermyggor. Inga underarter finns listade i Catalogue of Life.